# Adama Wade (football, 1997)
Adama Wade, né le 16 janvier 1997 à Dakar (Sénégal), est un footballeur sénégalais qui joue au poste de défenseur central au ASC Jaraaf.

## Biographie
Adama Wade est un footballeur sénégalais né le 16 janvier 1997 à Dakar qui évolue au poste de défenseur central. Il a fait toutes les catégories du club AS Dakar Sacré-Cœur avant de rejoindre l'équipe première en 2016.

### Carrière en club
Après quatre années passées dans son club formateur, Adama Wade quitte le Sénégal pour aller s'engager en deuxième division turque de football avec le club d'Ümraniyespor le 6 octobre 2020. La saison suivante, Adama Wade quitte la Turquie pour s'engager en Géorgie avec le Lokomotiv Tbilissi mais pour un passage de courte durée. Après quatre mois dans le championnat géorgien de football, il fait son retour dans son pays et rejoint le Guédiawaye FC puis son club formateur AS Dakar Sacré-Cœur. En juillet 2024, il rejoint le club le plus titré du Sénégal ASC Jaraaf dans un mercato ambitieux pour remporter des titres.

## Palmarès
ASC Jaraaf
- Championnat du Sénégal
  - Champion : 2025
- Coupe du Sénégal
  - Finaliste : 2025